# Таварес, Итамар
Итамар Таварес (порт.-браз. Itamar (Ithamar) Tavares; 18 июля 1887, Рио-де-Жанейро — 25 ноября 1933, Рио-де-Жанейро) — бразильский футболист, вратарь и нападающий.

## Карьера
Итамар Таварес являлся одним из основателей футбольного клуба «Ботафого», став его вице-президентом. Он был тем человеком, который придумал выступать команде в чёрно-белых цветах: Таварес некоторое время учился в Турине, где стал болельщиком «Ювентуса» и на одном из первых собраний «Ботафого» предложил использовать футболки с вертикальными чёрно-белыми полосами и белые шорты. Он же участвовал в первом матче команды 2 октября 1904 года против Футбольного и спортивного клуба в Тижуке (0:3). Всего за клуб футболист провёл 4 встречи.
В том же году в клубе произошёл кризис, который привёл к тому, что Таварес и капитан команды Виктор Фария покинули клуба и основали новую команду — «Интернасьонал»
В 1906 году Таварес играл за «Бангу», играя на правом фланге атаки. За клуб он провёл две игры, одной из которых стала победа над его бывшей командой — «Ботафого» со счётом 3:2.
После завершения игровой карьеры, Таварес работал инженером в Рио-де-Жанейро, где и скончался в 1933 году.